# Marseilles-lès-Aubigny
Marseilles-lès-Aubigny és un municipi francès, situat al departament de Cher i a la regió de Centre – Vall del Loira. L'any 2007 tenia 685 habitants.

## Demografia

### Població
El 2007 la població de fet de Marseilles-lès-Aubigny era de 685 persones. Hi havia 325 famílies, de les quals 108 eren unipersonals (40 homes vivint sols i 68 dones vivint soles), 121 parelles sense fills, 64 parelles amb fills i 32 famílies monoparentals amb fills.
La població ha evolucionat segons el següent gràfic:
Habitants censats

### Habitatges
El 2007 hi havia 386 habitatges, 329 eren l'habitatge principal de la família, 26 eren segones residències i 31 estaven desocupats. 330 eren cases i 56 eren apartaments. Dels 329 habitatges principals, 240 estaven ocupats pels seus propietaris, 77 estaven llogats i ocupats pels llogaters i 11 estaven cedits a títol gratuït; 2 tenien una cambra, 48 en tenien dues, 93 en tenien tres, 116 en tenien quatre i 69 en tenien cinc o més. 224 habitatges disposaven pel capbaix d'una plaça de pàrquing. A 153 habitatges hi havia un automòbil i a 126 n'hi havia dos o més.

### Piràmide de població
La piràmide de població per edats i sexe el 2009 era:
| Homes | Edats   | Dones |
| ----- | ------- | ----- |
| 0     | 95 o +  | 0     |
| 0     | 90 a 94 | 0     |
| 0     | 85 a 89 | 8     |
| 8     | 80 a 84 | 16    |
| 24    | 75 a 79 | 28    |
| 36    | 70 a 74 | 36    |
| 21    | 65 a 69 | 12    |
| 12    | 60 a 64 | 25    |
| 17    | 55 a 59 | 36    |
| 60    | 50 a 54 | 37    |
| 12    | 45 a 49 | 20    |
| 12    | 40 a 44 | 24    |
| 8     | 35 a 39 | 8     |
| 16    | 30 a 34 | 28    |
| 21    | 25 a 29 | 8     |
| 24    | 20 a 24 | 12    |
| 12    | 15 a 19 | 4     |
| 16    | 10 a 14 | 12    |
| 8     | 5 a 9   | 24    |
| 4     | 0 a 4   | 12    |

## Economia
El 2007 la població en edat de treballar era de 408 persones, 296 eren actives i 112 eren inactives. De les 296 persones actives 250 estaven ocupades (145 homes i 105 dones) i 46 estaven aturades (23 homes i 23 dones). De les 112 persones inactives 45 estaven jubilades, 21 estaven estudiant i 46 estaven classificades com a «altres inactius».

### Ingressos
El 2009 a Marseilles-lès-Aubigny hi havia 324 unitats fiscals que integraven 639 persones, la mediana anual d'ingressos fiscals per persona era de 16.977 €.

### Activitats econòmiques
Dels 21 establiments que hi havia el 2007, 2 eren d'empreses de fabricació d'altres productes industrials, 1 d'una empresa de construcció, 6 d'empreses de comerç i reparació d'automòbils, 5 d'empreses de transport, 3 d'empreses immobiliàries, 1 d'una empresa de serveis, 2 d'entitats de l'administració pública i 1 d'una empresa classificada com a «altres activitats de serveis».
Dels 5 establiments de servei als particulars que hi havia el 2009, 1 era una oficina de correu, 1 taller de reparació d'automòbils i de material agrícola, 1 electricista, 1 perruqueria i 1 agència immobiliària.
Dels 3 establiments comercials que hi havia el 2009, 1 era una botiga de més de 120 m², 1 una fleca i 1 una botiga d'electrodomèstics.
L'any 2000 a Marseilles-lès-Aubigny hi havia 3 explotacions agrícoles.

## Equipaments sanitaris i escolars
Els 2 equipaments sanitaris que hi havia el 2009 eren farmàcies.
El 2009 hi havia una escola elemental.

## Poblacions més properes
El següent diagrama mostra les poblacions més properes.